# Брезникский партизанский отряд
Брезникский партизанский отряд (болг. Брезнишки партизански отряд) — подразделение Народно-освободительной повстанческой армии Болгарии, находившееся в ведении 1-й Софийской повстанческой оперативной зоны. Действовал во время Второй мировой войны в районе Брезника.

## История
Брезникский партизанский отряд был образован в июле 1944 года. Ядро отряда составили партизаны 1-й и 2-й Софийских народно-освободительных бригад, которые в мае того же года участвовали в неудачных походах в Рилу и Стару-Планину. Командиром отряда был Тодор Рангелов-Ярославский, которого в августе сменил Евстатий Зарев, политическим комиссаром — Владо Стефанов.
Отряд участвовал в походе на село Кална и город Црна-Трава в югославской общине Црна-Трава. Партизаны этого отряда использовали британское вооружение и снаряжение, которое они получали от югославских партизан, которое им, в свою очередь, с воздуха сбрасывали британцы. Отряд был включён позже в Софийскую народно-освободительную дивизию.
В начале сентября 1944 года отряд начал очередной поход, взяв 8 сентября Ново-Село. К отряду присоединились восставшие крестьяне из сёл Ярославци, Завала, Чеканец и Билинци. 9 сентября отряд участвовал в установлении власти Отечественного фронта в Брезнике.
После 9 сентября 1944 года отряд вошёл в состав 1-го гвардейского народно-освободительного полка.